# Angelus Silesius

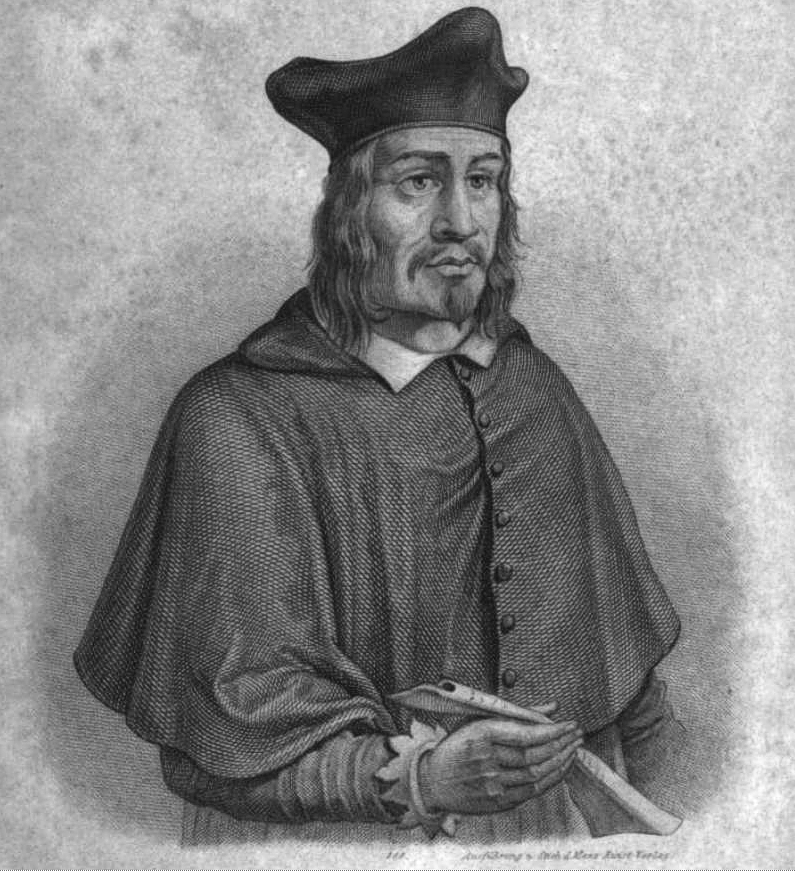
Angelus Silesius

Angelus Silesius är pseudonym för Johannes Scheffler, född 1624, döpt 25 december i Breslau, död som jesuit den 9 juli 1677 i Breslau, tysk mystiker och författare. 

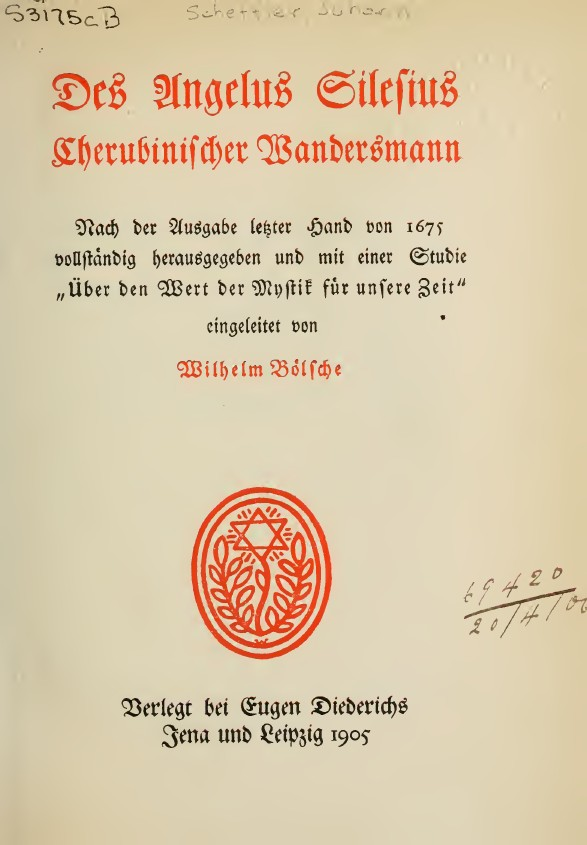
Des Angelus Silesius Cherubinischer Wandersmann (1905)

## Biografi
Angelus Silesius (pseudonymen är latin för "schlesisk budbärare") var från början läkare till yrket. Han kom från en protestantisk familj men konverterade, under starkt intryck från mystikerna i Schlesien, 1652 till katolicismen och blev en mycket hängiven anhängare av motreformationen. Inom den tyskspråkiga barocklitteraturen, som dominerades av lutheraner, är Angelus Silesius en av få framstående katolska diktare.
I sina berömda tvåradiga dikter i "Den cherubinske vandringsmannen" ger han innerliga intryck för själens mystiska uppgående i Gud. Hans "Heilige Seelenlust" har brukats av både protestanter och katoliker. Representerad i den danska Psalmebog for Kirke og Hjem. Angelus Silesius är författare till psalm 242 Jag vill dig, Gud, med glädje prisa i Den svenska psalmboken 1986. Han är representerad med tre, till engelska översatt, psalmer i The Church Hymn book 1872 (773, 795 och 975).

## Eftermäle
Asteroiden 12617 Angelusilesius är uppkallad efter honom.

## Skrifter i svensk översättning
- Den cherubinske vandringsmannen. Åsak, Delsbo, 1991.

## Psalmer
- Earth has nothing sweet or fair (nr 795, 1872) Frances Elisabeth Cox översatte från tyska till engelska 1841.
- Ich will dich liebe (1657) av John Wesley (1739) översatt till engelska Thee will I love, my strength, my tower (nr 773, 1872)
- Jag vill dig, Gud, med glädje prisa (nr 242 i Den svenska psalmboken 1986) under rubriken "Förtröstan — trygghet".
- Jesus, visit me (nr 975, 1872) Robinson P. Dunn översatte från tyska till engelska 1841.
- Upp, kristen, upp till kamp och strid v. 1—2, som senare översattes till svenska av Johan Åström. Finns på Wikisource.